# Глен-Рейвен (Північна Кароліна)
Глен-Рейвен (англ. Glen Raven) — переписна місцевість (CDP) в США, в окрузі Аламанс штату Північна Кароліна. Населення — 3239 осіб (2020).

## Географія
Глен-Рейвен розташований за координатами 36°7′32″ пн. ш. 79°27′53″ зх. д. / 36.12556° пн. ш. 79.46472° зх. д. (36.125482, -79.464759).  За даними Бюро перепису населення США в 2010 році переписна місцевість мала площу 9,32 км², з яких 9,11 км² — суходіл та 0,21 км² — водойми.

## Демографія
Згідно з переписом 2010 року, у переписній місцевості мешкало 2750 осіб у 1038 домогосподарствах у складі 779 родин. Густота населення становила 295 осіб/км².  Було 1152 помешкання (124/км²).
Расовий склад населення:
| - 78,7 % — білих - 12,5 % — чорних або афроамериканців - 0,6 % — корінних американців - 0,6 % — азіатів - 5,5 % — осіб інших рас |

До двох чи більше рас належало 2,1 %. Частка іспаномовних становила 12,4 % від усіх жителів.
За віковим діапазоном населення розподілялося таким чином: 26,0 % — особи молодші 18 років, 61,6 % — особи у віці 18—64 років, 12,4 % — особи у віці 65 років та старші. Медіана віку мешканця становила 37,3 року. На 100 осіб жіночої статі у переписній місцевості припадало 89,9 чоловіків;  на 100 жінок у віці від 18 років та старших — 88,7 чоловіків також старших 18 років.
Середній дохід на одне домашнє господарство  становив 56 735 доларів США (медіана — 43 383), а середній дохід на одну сім'ю — 64 705 доларів (медіана — 50 625). За межею бідності перебувало 21,3 % осіб, у тому числі 30,8 % дітей у віці до 18 років та 20,7 % осіб у віці 65 років та старших.
Цивільне працевлаштоване населення становило 1174 особи. Основні галузі зайнятості: освіта, охорона здоров'я та соціальна допомога — 19,6 %, виробництво — 17,4 %, мистецтво, розваги та відпочинок — 13,5 %, науковці, спеціалісти, менеджери — 11,6 %.